# Speak My Mind
Speak My Mind è un album non ufficiale di Beyoncé, contenente colonne sonore, b-side, collaborazioni, canzoni inedite, remix, pubblicato in Giappone. L'album contiene alcuni singoli come Check On It, Summertime.

## Lista tracce
1. Check On It (featuring Slim Thug)
2. Keep Giving Your Love To Me
3. Wishing On A Star (Remix)
4. Sexuality
5. Work It Out
6. Summertime
7. Me, Myself, & I (Remix)
8. Crazy Feelings (featuring Missy Elliott)
9. I Can't Take No More
10. What's It Gonna Be
11. Sexy Lil' Thug
12. Fever
13. I'm Leaving
14. My First Time
15. Wishing On A Star
16. Outro

## Curiosità
- Il CD contiene testi espliciti ed è il primo di Beyoncé con la scritta "Parental Advisory Explicit Content".
- La canzone Check On It è contenuta anche nell'album B'Day come una bonus track.
- Sexy Lil' Thug è la cover della canzone In Da Club di 50 Cent.